# Béla IV. Ogrski
Béla IV.  je bil od leta 1235 do 1270 ogrski in hrvaški kralj in  od leta 1254 do 1258 štajerski vojvoda,  * 1206, † 3. maj 1270. 
Bil je najstarejši sin ogrskega kralja Andreja II. Na pobudo skupine vplivnih plemičev je bil kronan že med očetovo vladavino leta 1214. Oče je temu ostro nasprotova in mu do leta 1220  ni dal province, v kateri bi vladal. Tistega leta je bil imenovan tudi za vojvodo Slavonije z jurisdikcijo v Hrvaški in Dalmaciji. Približno takrat se je poročil z Marijo, hčerko nikejskega cesarja Teodorja I. Laskarisa. Od leta 1226 je kot vojvoda upravljal tudi Transilvanijo. Podpiral je krščanske misijone med poganskimi Kumani, naseljenimi na ravnicah vzhodno od njegove province. Nekaj kumanskih poglavarjev je priznalo njegovo suverenost, zato je leta 1233 privzel naslov kralja Kumanije. Po očetovi smrti 21. septembra 1235 je nasledil ogrski prestol in poskušal kraljevskemu naslovu vrniti avtoriteto, ki jo je njegov oče izgubil. V ta namen je revidiral vse kraljeve zemljiške posesti, ki jih je oče podaril plemičem in prelatom, kar je med njimi povzročilo nezadovoljstvo.
Ogrsko so napadli Mongoli in v bitki na reki Šaju 11. aprila 1241  uničili  Bélovo vojsko. Béla je pobegnil  z bojišča, Mongoli pa so ga zasledovali od mesta do mesta vse do Trogirja na jadranski obali. Mongolsko invazijo je preživel, napadalci pa so Ogrsko povsem opustošili in se marca 1242 nepričakovano umaknili.  Béla  je po njihovem umiku uvedel drastične reforme, da bi kraljestvo pripravil na drugo mongolsko invazijo. Baronom in prelatom je dovolil gradnjo kamnitih trdnjav in ustanavljanje zasebnih vojeških enot. Spodbijal je tudi razvoj utrjenih mest. Med njegovo vladavino se  je iz Svetega rimskega cesarstva, Poljske in drugih bližnjih regij na Ogrsko priselilo več tisoč kolonistov in poselilo izumrle pokrajine. Bélo so zaradi naporov v obnovi kraljestva imenovali tudi »drugi ustanovitelj države« (madžarsko második honalapító). 
Organiziral je obrambno zvezo proti Mongolom, v katero so bili vključeni hališki knez Danil Romanovič, krakovski knez  Boleslav V. in drugi rusinski in poljski knezi. Zavezniki so mu leta 1254  pomagali zasesti  vojvodino Štajersko, katero je šest let kasneje  izgubil v korist kralja Otokarja II. Češkega.  Med njegovo vladavino je v 1250. letih  nastalo široko tamponsko ozemlje, v katero so bili vključeni tudi Bosna, Braničevo in druge na novo osvojene regije ob južni ogrski meji.
Na zatku 1260. let  so se odnosi med njim in njegovim najstarejšim sinom Štefanom zaostrile zaradi očetovega favoriziranja hčerke Ane in njenenega najmlajšega sina, slavonskega vojvode Béle. Po državljanski vojni, ki je trajala do leta 1266 je moral Štefanu odstopiti ogrska ozemlja vzhodno od Donave.
Bélova družina je slovela po svoji pobožnosti. Umrl je v frančiškanskem samostanu. Sveti sedež je njegove hčerke Kunigundo, Jolando in Margareto razglasil za svetnice.

## Otroštvo (1206-1220)
Béla je bil najstarejši sin ogrskega kralja Andreja II. in njegove prve žene Gertrude Meranijske. Na očetovo iniciativo je papež Inocenc III.  7. junija apeliral na ogrske prelate in barone, da že pred rojstvom prisežejo zvestobo kraljevemu bodočemu sinu.
Kraljica  Gertruda je očitno favorizirala svoje nemške sorodnike in dvorjane, kar je sprožilo nezadovoljstvo med domačiim plemstvom. Skupina oškodovanih plemičev je izkoristila pohod njenega moža v oddaljeno Hališko kneževino in jo v gozdovih Piliških hribov ujela in 28. septembra 1213 umorila. Kralj je po vrnitvi iz  Haliča kaznoval samo  enega od zarotnikov. Čeprav je bil Béla takrat otrok, ni umorjene matere nikoli pozabil in ji v številnih  svojih kraljevih  listinah izkazoval globoko spoštovanje. V korespondenci s svojo sestro, slavno frančiškansko svetnico Elizabeto Ogrsko, mu je Elizabeta  večkrat svetovala, naj omeji svojo jezo do plemičev, krivih za smrt njune matere.
Andrej II. je leta 1213 ali 1214 Bélo zaročil z neznano hčerko bolgarskega carja Borila, vendar je bila zaroka preklicana. Leta 1214 je od papeža zahteval, naj izobči nekaj neimenovanih plemičev, ki so načrtovali Bélovo imenovanje za kralja. Osemletni Béla je bil še isto leto kljub temu kronan, vendar od očeta ni dobil nobene province, v kateri bi vladal. Razen tega je pred odhodom na križarski pohod v Jeruzalem avgusta 1217 za svojega namestnika imenoval esztergomskega nadškofa Ivana. V tem obdobju je bil Béla v  Steyru v Svetem rimskem cesarstvu pri Bertholdu Meranijskem,  svojem stricu po materini strani.  Andrej je po vrnitvi  iz Svete dežele proti koncu leta 1218 organiziral Bélovo zaroko z nikejsko princeso Marijo, hčerko cesarja Teodorja I. Laskarisa, ki je spremljala na poti na Ogrsko. Poroka je bila leta 1220.

## Rex iunior

### Vojvoda Slavonije (1220–1226)
Andrej II. je leta 1222 Béli  prepustil  ozemlje med Jadranskim morjem in Dravo (Hrvaška, Dalmacija in Slavonija).  Pismo papeže Honorija iz leta 1222 razkriva, da ga je k temu prisililo »nekaj zlobnih ljudi«. Béla se je v dokumentih  sprva naslavljal s »sin kralja Andreja in kralj«, od leta 1222 pa je uporabljal naziv »po milosti Božji kralj, sin ogrskega kralja in vojvoda cele Slavonije«.
V prvi polovici leta 1222 se je na očetovo zahtevo  ločil od svoje žene, vendar je papež Honorij odklonil Andrejevo zahtevo za razglasitev neveljavnosti zakona. Béla je sprejel papeževo odločitev in se pred očetovo jezo umaknil v Avstrijo. Ko so prelati v prvi polovici leta 1223 očeta prepričali, naj mu odpusti,  sta se z ženo vrnila. Po vrnitvi v Slavonijo se je odpravil na pohod proti upornemu dalmatinskemu plemiču Domaldu in osvojil njegovo trdnjavo Klis.  Domaldu je zasegel vse posesti in jih razdelil med njegove rivale in svoje zaveznike Šubiče.

### Vojvoda Transilvanije
Kralj Andrej je leta 1226 Bélo premestil iz Slavonije v Transilvanijo. V Slavoniji ga je nasledil brat Koloman. Béla je v Transilvaniji začel   izvajati ekspanzionistično politiko in se ozirati na ozemlja preko Karpatov. Podprl je spreobračevalske dejavnosti dominikancev med Kumani, naseljenih na teh ozemljih, in se leta 1227 sestal s kumanskim poglavarjem Boricijem. Poglavar se je odločil, da se bo spreobrnil v krščanstvo. Po srečanju se je dal s svojimi podložniki krstiti in priznal Bélovo suverenost. še isto leto je bila na kumanskem ozemlju ustanovljena rimskokatoliška škofija Kumanija.
Béla je dolgo nasprotoval očetovim »neuporabnim in odvečnim nepreklicnim darilom«, ker je doniranje  kraljevih posesti  uničilo tradicionalno podlago kraljeve oblasti. Leta 1228 je začel po celi državi zahtevati vračilo podarjenih Andrejevih posesti. Papež je njegova prizadevanja podprl, oče pa ga je pogosto oviral.  Béla je zasegel tudi posestva transilvanskih plemičev Simona in Mihaela Kacsics, ki sta rovarila proti njegovi materi.
Bélovega najmlajšega brata, hališkega kneza Andreja, so spomladi 1229 izgnali iz njegove kneževine. Béla se je odločil, da mu bo pomagal vrniti se na prestol. Po pisanju Galicijsko-volinijske kronike se je pri tem ponosno šopiril, da »bo mesto zbrisal s površja zemje, ker ni nikogar, ki bi ga rešil iz njegove roke«. Leta 1229 ali 1230 je s svojimi zavezniki Kumani začel oblegati Halič, vendar mu mesta ni uspelo osvojiti in se je umaknil. Ista kronika omenja, da je na proti domov  veliko vojakov umrlo zaradi več bolezni.
Leta 1228 ali 1230 je napadel Bolgarijo in oblegal Vidin, vendar mu trdnjave ni uspelo osvojiti.   Približno takrat je na ozemlju med Karpati in spodnjo Donavo  ustanovil mejno provinco Severinsko banovino in se leta 1233 začel naslavljati s »kralj Kumanije«. Finančno je podprl odpravo fratra Julijana in treh dominikancev, ki so se odločili obiskati potomce Ogrov, ki so nekaj stoletij pred tem  ostali v legendarni pradomovini Ogrov Magni Hungarii.

## Kralj

### Vladanje do mongolske invazije (1235-1241)
Kralj Andrej II. je 21. septembra 1235 umrl. Za njegovega naslednika je bil 14. oktobra v Székesfehérváru  brez ugovorov kronan  Béla. Po prihodu na prestol je odpustil in kaznoval številne očetove najbližje  svetovalce. Julija Kana je aretiral,    palatina Denisa pa oslepil pod obtožbo, da je imel ljubezensko razmerje  s kraljevo vdovo Beatriks. Ukazal je, naj aretirajo tudi Beatriks, vendar ji je uspelo pobegniti v Sveto rimsko cesarstvo, kjer je po Andrejevi smrti rodila njegovega sina Štefana.  Béla in brat Koloman sta imela Štefana za njenega nezakonskega sina.
Béla je razglasil, da je bil osnovni namen njegovih dejanj »ponovna vzpostavitev kraljevih pravic in stanja, kakršno je bilo« med vladavino njegovega starega očeta Béle III. Njegov sodobnik, redovnk in letopisec Rogerij Apulski,  omenja, da je »sežgal tudi stole baronov«,  da bi na sejah državnega sveta v njegovi prisotnosti ne mogli sedeti. Ustanovil je komisije, ki so revidirale vse kraljeve listine od leta 1196, ki so vsebovale darovanje zemlje. Z  razveljavitvijo darovnic  je od sebe odvrnil mnogo podložnikov. Papež Gregor IX. je ostro protestiral zaradi ukinitve nepovratnih sredstev za cistercijane  in vojaške redove. Po preklicu zasega cerkvenih posesti leta 1239 je dobil papeževo dovoljenje, da v državni upravi zaposli lokalne Jude in muslimane, čemur se je Sveti sedež več desetletij upiral.
Frater Julij se je leta 1236 vrnil iz Magnae Hungariae  in Bélo seznanil z Mongoli, ki so do takrat prodrli do Volge in načrtovali napad na Evropo. Napadli so  Desht-i Qipchaq, najzahodnejši del evrazijskih step, in pregnali Kumane. Več kot 40.000 Kumanov se je v begu pred Mongoli pomikalo proti mejam Ogrskega kraljestva in leta 1339  zahtevalo dovoljenje za vstop v državo.  Béla jim  je dal zatočišče šele potem, ko mu je njihov poglavar Köten obljubil, da se bodo vsi spreobrnili v krščanstvo in se bojevali proti Mongolom. Naselitev številnih nomadskih Kumanov ob  Tisi je povzročilo številne spore z lokalnimi vaščani.  Béla, ki je potreboval njihovo vojaško pomoč, je rope, posilstva  in druge  zločine redko kaznoval, s čimer si je nakopal sovraštvo svojih ogrskih podložnikov.
Béla je podpiral razvoj mest. Leta 1237 je potrdil svoboščine meščanov Székesfehérvára in podelil privilegije ogrskim in nemškin naseljencem v Barsu (Starý Tekov, Slovaška). Zadar, ki je bil od  leta 1202 v posesti Beneške republike, je leta 1240 priznal Bélovo suverenost.

### Mongolska invazija (1241–1242)
Decembra 1240 se je na ozemljih ob meji s Poljsko in Ogrsko začela zbirati vojska Batu kana in zahtevala, da se Béla ukloni velikemu kanu Ögedeju. Béla je zahtevo zavrnil in utrdil gorske prelaze. Mongoli so 12. marca 1241  prebili zaporo na prelazu Verecki v Ukrajini in vdrli v Ogrsko.
Vojvoda Friderik II. Avstrijski, ki je prišel na pomoč, je pri Pešti porazil manjšo mongolsko vojaško enoto in zajel ujetnike, med njimi tudi Kumane iz evrazijskih step, ki so se pod prisilo pridružili Mongolom.  Ko so meščani Pešte izvedeli, da so med napadalci tudi Kumani, je izbruhnila masovna histerija. Köten in njegovi Kumani so bili obtoženi za sodelovanje s sovražnikom.  Izbuhnili so nemiri, v katerh so pobili Kötenovo spremstvo.  Köten je bil med nemiri  ubit ali je morda naredil samomor.  Ko so Kumani izvedeli za njegovo usodo, so se odločili zapustiti Ogrsko  in na poti proti Balkanu opustošili mnogo vasi. 
Z odhodom  Kumanov je Béla izgubil svoje najmočnejše zaveznike in uspel zbrati vojsko, ki je štela manj kot 60.000 mož. Vojska je bila slabo pripravljena, njeni poveljniki, ki mu zaradi notranje politike niso bili naklonjeni, pa so mu »privoščili poraz, da bi jih potem bolj cenil«. Ogrska vojska je bila v bitki pri Mohi ob reki Sajo 11. aprila 1241 skoraj v celoti uničena.  Ubitih je bilo veliko ogrskih plemičev in prelatov,  Béli pa je komaj uspelo pobegniti z bojišča. Preko Nitre je prišel v Bratislavo. Mongoli so do konca junija opustošili večino ozemlja vzhodno od Donave.
Na povabilo Friderika II. Avstrijskega odšel iz Bratislave v Hainburg an der Donau,  kjer je namesto pomoči dobil zahtevo po odstopu treh svojih grofij (verjetno Locsmánda, Pozsonyja in Soprona).  Iz Hainburga je zbežal v Zagreb, od koder je poslal pisma papežu Gregorju IX., cesarju Frideriku II., kralju Ludviku IX. Francoskemu in drugim zahodnoevropskim monarhom s prošnjo za pomoč. V upanju, da jo bo dobil,  je junija celo sprejel suverenost cesarja Friderika II. Papež je razglasil križarsko vojno proti Mongolom, okrepitev pa kljub temu ni bilo od nikoder.
Mongoli so na začetku leta 1242 vdrli preko zamrznjene Donave. Oddelek njihove vojske pod poveljstvom Ögedejevega sina Kadana je začel zasledovati Bélo vse do Dalmacije.  Kralj se je zatekel v dobro utrjeni Trogir Kadan je nameraval marca začeti oblegati mesto, vendar je pred tem dobil obvestilo o smrti  velikega kana.  Ker je Batu kan želel z dovolj veliko vojsko prisostvovati na volitvah novega kana, je ukazal umik vseh mongolskih sil.

### Drugi ustanovitelj države (1242-1261)
Po vrnitvi na Ogrsko maja 1242 je našel povsem opustošeno državo. Najbolj opustošeno je bilo ozemlje vzhodno od Donave, kjer je brez prebivalcev ostalo najmanj pol vasi. Mongoli so uničili večino tradicionalnih upravnih središč, utrjenih z okopi iz zemlje in brun. Obleganja so prestala  samo dobro utrjena mesta, med njimi Esztergom, Székesfehérvár in benediktinska nadopatija Pannonhalma. Opustošenju je leta 1242 in 1243 sledila velika lakota.
Glavna Bélova skrb so postale priprave na drugo invazijo Mongolov.  V pismu papežu Inocencu IV. leta 1247 je razkril  svoj načrt za utrditev meje na Donavi z gradnjo novih trdnjav.  Do konca njegove vladavine je bilo zgrajenih več kot sto trdnjav, od katerih je sam zgradil trdnjavo v Nagysárosu (Veľký Šariš, Slovaška) in Visegrád.
Poskušal je tudi povečati število vojakov in izboljšati njihovo opremo. V zameno za opremljanje kraljeve težke konjenice je podaril obsežna zemljišča in gozdove. Na tak način so bili ustanovljeni na primer ulani iz okolice Spiša na Slovaškem, ki so dobili privilegije leta 1243. Baronom in prelatom je dovolil ustanavljanje zasebnih vojaških enot, sestavljenih iz plemičev,  ki so bili pred tem podrejeni kralju. Severinsko banovino je  2. junija 1247 podelil hospitalcem, vendar so jo po letu 1260 zapustili.
Da bi nadomestil izgubo najmanj 15 odstotkov prebivalcev med mongolsko invazijo in lakoto, ki je sledila, je spodbujal naseljevanje  opustošenih pokrajin. Kolonistom je podelil posebne svoboščine, tudi osebno svobodo in davčne olajšave. V nenaseljene ali redko naseljene pokrajine so se začeli naseljevati Nemci, Moravci, Poljaki, Rusini in drugi. Prosil je celo Kumane, naj se vrnejo na ravnice  ob reki Tisi, ki so jih leta 1241 zapustili, in svojega prvorojenega sina Štefana poročil s hčerko kumanskega  poglavarja Elizabeto.
Več kot dvajset naseljem je podelil privilegije, ki jih je pred tem imel Székesfehérvár, in spodbujal njihov razvoj v samoupravna mesta,  rudarskim mestom v Gornji Ogrski pa je dovolil svobodno rudarjenje. Leta 1248 je zaradi boljše obrambe prebivalce Pešte na levem bregu Donave preselil v Várhegy  na hribu na desnem bregu reke. Na novo utrjeno mesto Budim je v dveh desetletjih postalo najpomembnejše  ogrsko trgovsko središče.   Leta 1242 je podelil in leta 1266 potrdil privilegije utrjenemu zagrebškemu središču Gradec.
Béla  je začel kmalu po umiku Mongolov voditi tudi aktivno zunanjo politiko. V drugi polovici leta 1242 je napadel Avstrijo in prisilil vojvodo Friderika II., da mu vrne tri pokrajine, ki mu jih je moral prepustiti med mongolsko invazijo, na  drugi strani pa so Benečani poleti 1243 ponovno zasedli Zadar.  30. junija je Zadar ponovno prišel pod njegovo oblast, vendar so Benetke zase zahtevale tretjino prihodkov od carin.
Sklenil je več obrambnih sporazumov proti Mongolom in jih  podkrepil s porokami svojih treh hčera s knezi ogroženih držav. Ano je leta 1243 poročil z  Rostislavom Mihajlovičem, kandidatom za hališkega kneza, in podprl zetov napad na Halič, vendar je njegov protikandidat Danil Romanovič  njun napad odbil.
21. avgusta 1245 je papež Inocenc IV. Bélo osvobodil  prisege zvestobe, ki jo je dal cesarju Frideriku med mongolsko invazijo. Naslednje leto je Ogrsko napadel avstrijski vojvoda Friderik II. in v bitki pri Leithi 15. junija 1246 uničil  Bélovo vojsko, sam pa je v bitki padel. Ker ni imel otrok, je njegova smrt sprožila vrsto sporov za nasledstvo  med njegovo sestro Margareto in nečakinjo Gertrudo. Béla  se je leta 1250  maščeval za avstrijski napad  na Ogrsko s plenilskim pohodom po Avstriji in Štajerski. V tem letu mu je v Zvolenu na Slovaškem uspelo skleniti mirovno pogodbo s hališkim knezom  Danilom Romanovičem  in doseči, da se je Danilov sin Roman poročil z Gertrudo Avstrijsko.
Béla in Danil Romanovič sta združila svoji vojski  in junija 1252 napadla Avstrijo in Moravsko.  Po njunem umiku je Avstrijo in Štajersko napadel in zasedel moravski mejni grof Otokar, ki je bil poročen z Margareto Avstrijsko. Poleti 1253 se je Béla odpravil na nov pohod na Moravsko in začel oblegati Olomouc. Na njegovo zahtevo so intervenirali tudi Danil Romanovič,  Boleslav Krakovski in Vladislav Opolski, vendar so do konca junija obleganje opustili. S posredovanjem papeža Inocenca IV. so 1. maja 1254 v Bratislavi podpisali mirovno pogodbo, s katero je Otokar, takrat že češki kralj, Béli odstopil Štejersko. 
Béla je svojega zeta Rostislava Mihajloviča leta 1254  imenoval za bana Mačve z nalogo, da ustvari tamponsko ozemlje ob južnih mejah kraljestva. Mihajlovič je še isto leto zasedel Bosno in leta 1255  prisilil bolgarskega carja Mihaela Asena I., da mu preda Beograd in Braničevo. Béla je k svojemu naslovu dodal naslov  »kralj Bolgarije«, vendar ga  je uporabljal samo priložnostno in samo nekaj naslednjih let.
Štajersko plemstvo se je uprlo Bélovemu  guvernerju Štefanu Gutkekeledu in ga na začetku leta 1259  odstavilo. Béla je zato  napadel Štajersko, ponovno vzpostavil svojo oblast in za vojvodo imenoval svojega najstarejšega sina Štefana. V tem času mu je Batu kanov naslednik Berke ponudil  zavezništvo in poroko ene od svojih hčera z njegovim sinom, kar je Béla zavrnil.
Štajerski plemiči, nezadovoljni s Štefanovim vladanjem, so za pomoč prosili češkega kralja Otokarja. Béla in njegovi zavezniki Danil Romanovič, Boleslav Sramežljivi in Lešek II. Črni so napadli Moravsko  in  bili v bitki pri Kressenbrunnu 12. junija 1260 poraženi.  Béla je moral skladno z Dunajsko mirovno pogodbo, podpisano 31. marca 1261, Štajerko prepustiti češkemu kralju. Zanimivo je, da se je Otokar kljub temu ločil od svoje žene Ane Avstrijske in se poročil z Bélovo vnukinjo, hčerko Rostislava Mihajloviča in Ane-Kunigunde.
Béla je sprva nameraval z Otokarjem poročiti svojo najmlajšo hčerko Margareto,  ki je živela  v samostanu Blažene device na Zajčjem otoku na Donavi (zdaj Margit-sziget), vendar je hčerka ponudbo zavrnila.  S pomočjo dominikanskega spovednika je sprejela še zadnje verske zaobljube, ki so njeno poroko dokončno onemogočile.  Njena odločitev je Bélo, ki je dotlej podpiral dominikance,  tako raztogotila, da je naslednjih  nekaj let podpiral frančiškane. Po Veliki legendi, ki jo je napisala Margaretina sestra sveta Elizabeta, je Béla postal celo tretjeredni frančiškan.

### Državljanska vojna (1261-1266)
Béla in njegov sin Štefan V. sta leta 1261 napadla Bolgarijo in prisilila carja Konstantina Tiha, da se je umaknil iz vidinske regije.  Béla se je še pred koncem pohoda vrnil na Ogrsko.
Bélovo favoriziranja mlajšega sina Béle, katerega je imenoval za vojvodo Slavonije, in hčerke Ane  je razdražilo sina Štefana,  ki je sumil, da ga namerava oče razdediniti. Štefan je v svojih dokumentih pogosto omenjal, da je »po nedolžnem močno trpel zaradi preganjanja s strani staršev«, kar kaže, da spor med njima ni bil nekaj novega. Nekaj sporov sta imela že jeseni 1260, vendar zaradi posredovanja nadškofov Filipa Esztergomskega in Smaragda Kaloškega niso prerasli v državljansko vojno. Béla in Štefan sta sklenila mirovno pogodbo, s katero sta kraljestvo razmejila po reki Donavi: zahodni del je ostal pod Bélovo oblastjo, vzhodni pa je pripadel Štefanu.
Odnosi med očetom in sinom so kljub temu ostali napeti. Ko je Štefan zasegel materine in sestrine posesti v svojem delu kraljestva, je Bélova vojska pod poveljstvom princese Ane poleti 1264 prečkala Donavo, zasedla Sárospatak in ujela Štefanovo ženo in otroke.  Oddelek kraljeve vojske pod poveljstvom Bélovega kraljevega sodnika Lovrenca je prisilila Štefana na umik vse do trdnjave Feketehalom (Codlea, Romunija) v najbolj vzhodnem kotu Transilvanije.  Štefanova vojska je grad obranila in jeseni  začela protinapad.  V odločilni bitki pri Isaszegu marca 1265 je uničila Bélovo vojsko.
V dogajanja sta se ponovno vključila  že omenjena nadškofa in organizirala mirovna pogajanja med očetom in sinom. 23. marca 1266  sta oče in sin  v samostanu Blažene device na Zajčjem otoku (Margit-sziget) v Budimpešti  podpisala mirovno pogodbo, s katero  sta potrdila staro mejo na Donavi in uredila več drugih aspektov sobivanja obeh kraljestev, vključno s pobiranjem davkov in pravic do svobodnega gibanja podložnikov.

### Zadnja leta
Plemiči (servientes regis) iz obeh delov Ogrskega kraljestva so se leta 1267 zbrali v Esztergomu in dosegli, da sta Béla in Štefan potrdila njihove privilegije, zapisane v Zlati buli iz leta 1222. Kmalu po zboru je Béla imenoval štiri plemiče iz vsakega kraljestva z nalogo, da revidirajo lastninske pravice v Transdanubiji.
Srbski kralj Štefan Uroš I. je napadel Mačvo, pokrajino v posesti Bélove ovdovele hčerke Ane. Kraljeva vojska je kmalu uničila napadalce in ujela Štefana Uroša. Srbski monarh je moral za svojo svobodo plačati odkupnino.
Bélov favorizirani sin Béla je poleti 1269 umrl. 18. januarja 1270 je umrla tudi kraljeva najmlajša hčerka sveta Margareta,   Béla pa je kmalu zatem smrtno zbolel.   Pred smrtjo je zaprosil češkega kralja Otokarja II., zeta princese Ane,  naj poskrbi za njegovo ženo, hčerko in njegove pristaše, če bi jih Štefan prisilil na beg iz kraljestva.   3. maja 1270 je umrl.  Pokopali so ga v frančiškanski cerkvi v Esztergomu, estergomski nadškof Filip pa je njegovo truplo prenesel v estergomsko stolnico. Njegove posmrtne ostanke so po dolgem  pravnem sporu dobili minoriti.

## Družina

### Predniki[142][143][144]
|  |                            |  |  |  |  |  |  |  |  |  |  |  |  |  |  |  |
|  | 16. Béla II. Ogrski        |  |  |  |  |  |  |  |  |  |  |  |  |  |  |  |
|  |                            |  |  |  |  |  |  |  |  |  |  |  |  |  |  |  |
|  |                            |  |  |  |  |  |  |  |  |  |  |  |  |  |  |  |
|  | 8. Géza II. Ogrski         |  |  |  |  |  |  |  |  |  |  |  |  |  |  |  |
|  |                            |  |  |  |  |  |  |  |  |  |  |  |  |  |  |  |
|  |                            |  |  |  |  |  |  |  |  |  |  |  |  |  |  |  |
|  | 17. Helena Raška           |  |  |  |  |  |  |  |  |  |  |  |  |  |  |  |
|  |                            |  |  |  |  |  |  |  |  |  |  |  |  |  |  |  |
|  |                            |  |  |  |  |  |  |  |  |  |  |  |  |  |  |  |
|  | 4. Béla III. Ogrski        |  |  |  |  |  |  |  |  |  |  |  |  |  |  |  |
|  |                            |  |  |  |  |  |  |  |  |  |  |  |  |  |  |  |
|  |                            |  |  |  |  |  |  |  |  |  |  |  |  |  |  |  |
|  | 18. Mstislav I. Kijevski   |  |  |  |  |  |  |  |  |  |  |  |  |  |  |  |
|  |                            |  |  |  |  |  |  |  |  |  |  |  |  |  |  |  |
|  |                            |  |  |  |  |  |  |  |  |  |  |  |  |  |  |  |
|  | 9. Eufrozina Kijevska      |  |  |  |  |  |  |  |  |  |  |  |  |  |  |  |
|  |                            |  |  |  |  |  |  |  |  |  |  |  |  |  |  |  |
|  |                            |  |  |  |  |  |  |  |  |  |  |  |  |  |  |  |
|  | 2. Andrej II. Ogrski       |  |  |  |  |  |  |  |  |  |  |  |  |  |  |  |
|  |                            |  |  |  |  |  |  |  |  |  |  |  |  |  |  |  |
|  |                            |  |  |  |  |  |  |  |  |  |  |  |  |  |  |  |
|  | 10. Raynald Châtillonski   |  |  |  |  |  |  |  |  |  |  |  |  |  |  |  |
|  |                            |  |  |  |  |  |  |  |  |  |  |  |  |  |  |  |
|  |                            |  |  |  |  |  |  |  |  |  |  |  |  |  |  |  |
|  | 5. Agneza Antioška         |  |  |  |  |  |  |  |  |  |  |  |  |  |  |  |
|  |                            |  |  |  |  |  |  |  |  |  |  |  |  |  |  |  |
|  |                            |  |  |  |  |  |  |  |  |  |  |  |  |  |  |  |
|  | 22. Bohemond II. Antioški  |  |  |  |  |  |  |  |  |  |  |  |  |  |  |  |
|  |                            |  |  |  |  |  |  |  |  |  |  |  |  |  |  |  |
|  |                            |  |  |  |  |  |  |  |  |  |  |  |  |  |  |  |
|  | 11. Konstanca Antioška     |  |  |  |  |  |  |  |  |  |  |  |  |  |  |  |
|  |                            |  |  |  |  |  |  |  |  |  |  |  |  |  |  |  |
|  |                            |  |  |  |  |  |  |  |  |  |  |  |  |  |  |  |
|  | 23. Alica Jeruzalemska     |  |  |  |  |  |  |  |  |  |  |  |  |  |  |  |
|  |                            |  |  |  |  |  |  |  |  |  |  |  |  |  |  |  |
|  |                            |  |  |  |  |  |  |  |  |  |  |  |  |  |  |  |
|  | 1. Béla IV. Ogrski         |  |  |  |  |  |  |  |  |  |  |  |  |  |  |  |
|  |                            |  |  |  |  |  |  |  |  |  |  |  |  |  |  |  |
|  |                            |  |  |  |  |  |  |  |  |  |  |  |  |  |  |  |
|  | 6. Berthold IV. Meranijski |  |  |  |  |  |  |  |  |  |  |  |  |  |  |  |
|  |                            |  |  |  |  |  |  |  |  |  |  |  |  |  |  |  |
|  |                            |  |  |  |  |  |  |  |  |  |  |  |  |  |  |  |
|  | 3. Gertruda Meranijska     |  |  |  |  |  |  |  |  |  |  |  |  |  |  |  |
|  |                            |  |  |  |  |  |  |  |  |  |  |  |  |  |  |  |
|  |                            |  |  |  |  |  |  |  |  |  |  |  |  |  |  |  |

### Otroci
Bélova prva žena, Marija Laskarina, rojena leta 1207 ali 1208,  je umrla julija ali avgusta 1270.  Štiri leta po poroki se jima je leta 1224 rodila hčerka Kunigunda, ki se je leta 1246  poročila s krakovskim vojvodom  Boleslavom.
Okrog leta 1225 se je rodila hčerka Margareta, ki je umrla neporočena pred letom 1242.
Okrog leta 1226 se je rodila hčerka Ana.  Ona in njen mož Rostislav Mihajlovič sta bila očetova ljubljenca.  Njen pravnuk Venčeslav je bil od leta 1301 do 1305 ogrski kralj.
Bélova četrta hčerka Katarina je umrla neporočena pred letom 1242.
Za njo je bila rojena Elizabeta, okrog leta 1245 poročena v bavarskim vojvodom Henrikom XIII. Njen sin Oton je bil leta 1305 kronan za ogrskega kralja, vendar je bil še pred koncem leta 1307 prisiljen zapustiti državo.
Hčerka Konstanca se je okrog leta 1251 poročila z Levom Danilovičem, drugim sinom kneza Danila Romanoviča Hališkega.
Bélova sedma hčerka, Jolanda, je bila poročena z Boleslavom Pobožnim, vojvodom Velike Poljske
Bélov prvi sin in naslednik Štefan je bil rojen leta 1239. 
Bélova najmlajša hčerka, Margareta, je bila rojena med mongolsko invazijo leta 1242. Starša sta jo že ob rojstvu posvetila bogu. Življenje je preživela v pobožnosti v samostanu Blažene device na Zajčjem otoku v Budimpešti in umrla kot dominikanska nuna.
Bélov najmlajši sin Béla je bil rojen okrog med  letoma 1243 in 1250. Umrl je leta 1269. 
Velika legenda, ki jo je napisala Bélova sestra sveta Elizabeta, opisuje Bélovo družino kot družbo svetnikov.  Zapisala je, da je »blagoslovljena ogrska kraljeva družina okrašena z bleščečimi biseri, ki obsevajo celo zemljo«.  Vatikan se je na njihovo pobožnost primerno odzval: leta 1690 je za blaženo razglasil Kunigundo, leta 1827 Jolando in leta 1943 Margareto.  Po podatkih v Veliki legendi je hčerka Konstanca postala predmet lokalnega čaščenja  v Lembergu (Lvov, Ukrajina).

### Družinsko drevo[158]
|                                               |                                               |                                                      |                                                      |                                                      |                                                      |                                                      |                                                      |                   |                   |                                       |                                       |                                       |                                       |                                       |                                       |                                              |                                              | Andrej II. Ogrski ∞(1)Gertruda Meranijska ∞(2) Jolanda Courtenayska ∞(3) Beatrica d'Este |                                              |                                              |                                              |               |               |                         |                         |                                                   |                                                   |                                                   |                                                   |                                                   |                                                   |                                                        |                                                        |                                                        |                                                        |                                                        |                                                        |  |  |                                                 |                                                 |                                                 |                                                 |                                                 |                                                 |  |  |  |  |  |  |  |  |  |  |  |  |  |  |  |  |  |  |  |  |  |  |  |  |  |  |  |  |  |  |  |  |  |  |  |  |  |  |  |  |
|                                               |                                               |                                                      |                                                      |                                                      |                                                      |                                                      |                                                      |                   |                   |                                       |                                       |                                       |                                       |                                       |                                       |                                              |                                              |                                                                                          |                                              |                                              |                                              |               |               |                         |                         |                                                   |                                                   |                                                   |                                                   |                                                   |                                                   |                                                        |                                                        |                                                        |                                                        |                                                        |                                                        |  |  |                                                 |                                                 |                                                 |                                                 |                                                 |                                                 |  |  |  |  |  |  |  |  |  |  |  |  |  |  |  |  |  |  |  |  |  |  |  |  |  |  |  |  |  |  |  |  |  |  |  |  |  |  |  |  |
|                                               |                                               |                                                      |                                                      |                                                      |                                                      |                                                      |                                                      |                   |                   |                                       |                                       |                                       |                                       |                                       |                                       |                                              |                                              |                                                                                          |                                              |                                              |                                              |               |               |                         |                         |                                                   |                                                   |                                                   |                                                   |                                                   |                                                   |                                                        |                                                        |                                                        |                                                        |                                                        |                                                        |  |  |                                                 |                                                 |                                                 |                                                 |                                                 |                                                 |  |  |  |  |  |  |  |  |  |  |  |  |  |  |  |  |  |  |  |  |  |  |  |  |  |  |  |  |  |  |  |  |  |  |  |  |  |  |  |  |
| (1) Béla IV ∞Marija Laskarina                 | (1) Béla IV ∞Marija Laskarina                 | (1) Béla IV ∞Marija Laskarina                        | (1) Béla IV ∞Marija Laskarina                        | (1) Béla IV ∞Marija Laskarina                        | (1) Béla IV ∞Marija Laskarina                        |                                                      |                                                      | (1) sv. Elizabeta | (1) sv. Elizabeta | (1) sv. Elizabeta                     | (1) sv. Elizabeta                     | (1) sv. Elizabeta                     | (1) sv. Elizabeta                     |                                       |                                       | (1) Koloman, vojvoda Slavonije               | (1) Koloman, vojvoda Slavonije               | (1) Koloman, vojvoda Slavonije                                                           | (1) Koloman, vojvoda Slavonije               | (1) Koloman, vojvoda Slavonije               | (1) Koloman, vojvoda Slavonije               |               |               | (1) Andrej, knez Haliča | (1) Andrej, knez Haliča | (1) Andrej, knez Haliča                           | (1) Andrej, knez Haliča                           | (1) Andrej, knez Haliča                           | (1) Andrej, knez Haliča                           |                                                   |                                                   | (1) in (2) dve hčerki                                  | (1) in (2) dve hčerki                                  | (1) in (2) dve hčerki                                  | (1) in (2) dve hčerki                                  | (1) in (2) dve hčerki                                  | (1) in (2) dve hčerki                                  |  |  | (3) Štefan Posthumni                            | (3) Štefan Posthumni                            | (3) Štefan Posthumni                            | (3) Štefan Posthumni                            | (3) Štefan Posthumni                            | (3) Štefan Posthumni                            |  |  |  |  |  |  |  |  |  |  |  |  |  |  |  |  |  |  |  |  |  |  |  |  |  |  |  |  |  |  |  |  |  |  |  |  |  |  |  |  |
| (1) Béla IV ∞Marija Laskarina                 | (1) Béla IV ∞Marija Laskarina                 | (1) Béla IV ∞Marija Laskarina                        | (1) Béla IV ∞Marija Laskarina                        | (1) Béla IV ∞Marija Laskarina                        | (1) Béla IV ∞Marija Laskarina                        |                                                      |                                                      | (1) sv. Elizabeta | (1) sv. Elizabeta | (1) sv. Elizabeta                     | (1) sv. Elizabeta                     | (1) sv. Elizabeta                     | (1) sv. Elizabeta                     |                                       |                                       | (1) Koloman, vojvoda Slavonije               | (1) Koloman, vojvoda Slavonije               | (1) Koloman, vojvoda Slavonije                                                           | (1) Koloman, vojvoda Slavonije               | (1) Koloman, vojvoda Slavonije               | (1) Koloman, vojvoda Slavonije               |               |               | (1) Andrej, knez Haliča | (1) Andrej, knez Haliča | (1) Andrej, knez Haliča                           | (1) Andrej, knez Haliča                           | (1) Andrej, knez Haliča                           | (1) Andrej, knez Haliča                           |                                                   |                                                   | (1) in (2) dve hčerki                                  | (1) in (2) dve hčerki                                  | (1) in (2) dve hčerki                                  | (1) in (2) dve hčerki                                  | (1) in (2) dve hčerki                                  | (1) in (2) dve hčerki                                  |  |  | (3) Štefan Posthumni                            | (3) Štefan Posthumni                            | (3) Štefan Posthumni                            | (3) Štefan Posthumni                            | (3) Štefan Posthumni                            | (3) Štefan Posthumni                            |  |  |  |  |  |  |  |  |  |  |  |  |  |  |  |  |  |  |  |  |  |  |  |  |  |  |  |  |  |  |  |  |  |  |  |  |  |  |  |  |
|                                               |                                               |                                                      |                                                      |                                                      |                                                      |                                                      |                                                      |                   |                   |                                       |                                       |                                       |                                       |                                       |                                       |                                              |                                              |                                                                                          |                                              |                                              |                                              |               |               |                         |                         |                                                   |                                                   |                                                   |                                                   |                                                   |                                                   |                                                        |                                                        |                                                        |                                                        |                                                        |                                                        |  |  |                                                 |                                                 |                                                 |                                                 |                                                 |                                                 |  |  |  |  |  |  |  |  |  |  |  |  |  |  |  |  |  |  |  |  |  |  |  |  |  |  |  |  |  |  |  |  |  |  |  |  |  |  |  |  |
| sv. Kunigunda Poljska ∞ Boleslav V. Krakovski | sv. Kunigunda Poljska ∞ Boleslav V. Krakovski | sv. Kunigunda Poljska ∞ Boleslav V. Krakovski        | sv. Kunigunda Poljska ∞ Boleslav V. Krakovski        | sv. Kunigunda Poljska ∞ Boleslav V. Krakovski        | sv. Kunigunda Poljska ∞ Boleslav V. Krakovski        |                                                      |                                                      | Margaret          | Margaret          | Margaret                              | Margaret                              | Margaret                              | Margaret                              |                                       |                                       | Ana, vojvodinja Mačve ∞ Rostislav Mihajlovič | Ana, vojvodinja Mačve ∞ Rostislav Mihajlovič | Ana, vojvodinja Mačve ∞ Rostislav Mihajlovič                                             | Ana, vojvodinja Mačve ∞ Rostislav Mihajlovič | Ana, vojvodinja Mačve ∞ Rostislav Mihajlovič | Ana, vojvodinja Mačve ∞ Rostislav Mihajlovič |               |               | Katarina                | Katarina                | Katarina                                          | Katarina                                          | Katarina                                          | Katarina                                          |                                                   |                                                   | Elizabeta, vojvodinja Bavarske ∞ Henrik XIII, Bavarski | Elizabeta, vojvodinja Bavarske ∞ Henrik XIII, Bavarski | Elizabeta, vojvodinja Bavarske ∞ Henrik XIII, Bavarski | Elizabeta, vojvodinja Bavarske ∞ Henrik XIII, Bavarski | Elizabeta, vojvodinja Bavarske ∞ Henrik XIII, Bavarski | Elizabeta, vojvodinja Bavarske ∞ Henrik XIII, Bavarski |  |  | Konstanca, kraljica Haliča ∞ Leon I. Galicijski | Konstanca, kraljica Haliča ∞ Leon I. Galicijski | Konstanca, kraljica Haliča ∞ Leon I. Galicijski | Konstanca, kraljica Haliča ∞ Leon I. Galicijski | Konstanca, kraljica Haliča ∞ Leon I. Galicijski | Konstanca, kraljica Haliča ∞ Leon I. Galicijski |  |  |  |  |  |  |  |  |  |  |  |  |  |  |  |  |  |  |  |  |  |  |  |  |  |  |  |  |  |  |  |  |  |  |  |  |  |  |  |  |
| sv. Kunigunda Poljska ∞ Boleslav V. Krakovski | sv. Kunigunda Poljska ∞ Boleslav V. Krakovski | sv. Kunigunda Poljska ∞ Boleslav V. Krakovski        | sv. Kunigunda Poljska ∞ Boleslav V. Krakovski        | sv. Kunigunda Poljska ∞ Boleslav V. Krakovski        | sv. Kunigunda Poljska ∞ Boleslav V. Krakovski        |                                                      |                                                      | Margaret          | Margaret          | Margaret                              | Margaret                              | Margaret                              | Margaret                              |                                       |                                       | Ana, vojvodinja Mačve ∞ Rostislav Mihajlovič | Ana, vojvodinja Mačve ∞ Rostislav Mihajlovič | Ana, vojvodinja Mačve ∞ Rostislav Mihajlovič                                             | Ana, vojvodinja Mačve ∞ Rostislav Mihajlovič | Ana, vojvodinja Mačve ∞ Rostislav Mihajlovič | Ana, vojvodinja Mačve ∞ Rostislav Mihajlovič |               |               | Katarina                | Katarina                | Katarina                                          | Katarina                                          | Katarina                                          | Katarina                                          |                                                   |                                                   | Elizabeta, vojvodinja Bavarske ∞ Henrik XIII, Bavarski | Elizabeta, vojvodinja Bavarske ∞ Henrik XIII, Bavarski | Elizabeta, vojvodinja Bavarske ∞ Henrik XIII, Bavarski | Elizabeta, vojvodinja Bavarske ∞ Henrik XIII, Bavarski | Elizabeta, vojvodinja Bavarske ∞ Henrik XIII, Bavarski | Elizabeta, vojvodinja Bavarske ∞ Henrik XIII, Bavarski |  |  | Konstanca, kraljica Haliča ∞ Leon I. Galicijski | Konstanca, kraljica Haliča ∞ Leon I. Galicijski | Konstanca, kraljica Haliča ∞ Leon I. Galicijski | Konstanca, kraljica Haliča ∞ Leon I. Galicijski | Konstanca, kraljica Haliča ∞ Leon I. Galicijski | Konstanca, kraljica Haliča ∞ Leon I. Galicijski |  |  |  |  |  |  |  |  |  |  |  |  |  |  |  |  |  |  |  |  |  |  |  |  |  |  |  |  |  |  |  |  |  |  |  |  |  |  |  |  |
|                                               |                                               |                                                      |                                                      |                                                      |                                                      |                                                      |                                                      |                   |                   |                                       |                                       |                                       |                                       |                                       |                                       |                                              |                                              |                                                                                          |                                              |                                              |                                              |               |               |                         |                         |                                                   |                                                   |                                                   |                                                   |                                                   |                                                   |                                                        |                                                        |                                                        |                                                        |                                                        |                                                        |  |  |                                                 |                                                 |                                                 |                                                 |                                                 |                                                 |  |  |  |  |  |  |  |  |  |  |  |  |  |  |  |  |  |  |  |  |  |  |  |  |  |  |  |  |  |  |  |  |  |  |  |  |  |  |  |  |
|                                               |                                               |                                                      |                                                      |                                                      |                                                      |                                                      |                                                      |                   |                   |                                       |                                       |                                       |                                       |                                       |                                       |                                              |                                              |                                                                                          |                                              |                                              |                                              |               |               |                         |                         |                                                   |                                                   |                                                   |                                                   |                                                   |                                                   |                                                        |                                                        |                                                        |                                                        |                                                        |                                                        |  |  |                                                 |                                                 |                                                 |                                                 |                                                 |                                                 |  |  |  |  |  |  |  |  |  |  |  |  |  |  |  |  |  |  |  |  |  |  |  |  |  |  |  |  |  |  |  |  |  |  |  |  |  |  |  |  |
|                                               |                                               | sv. Jolanda ∞ Boleslav Pobožni, kralj Velike Poljske | sv. Jolanda ∞ Boleslav Pobožni, kralj Velike Poljske | sv. Jolanda ∞ Boleslav Pobožni, kralj Velike Poljske | sv. Jolanda ∞ Boleslav Pobožni, kralj Velike Poljske | sv. Jolanda ∞ Boleslav Pobožni, kralj Velike Poljske | sv. Jolanda ∞ Boleslav Pobožni, kralj Velike Poljske |                   |                   | Štefan V. Ogrski ∞ Elizabeta Kumanska | Štefan V. Ogrski ∞ Elizabeta Kumanska | Štefan V. Ogrski ∞ Elizabeta Kumanska | Štefan V. Ogrski ∞ Elizabeta Kumanska | Štefan V. Ogrski ∞ Elizabeta Kumanska | Štefan V. Ogrski ∞ Elizabeta Kumanska |                                              |                                              | sv. Margareta                                                                            | sv. Margareta                                | sv. Margareta                                | sv. Margareta                                | sv. Margareta | sv. Margareta |                         |                         | Béla, vojvoda Slavonije ∞ Kunigunda Brandenburška | Béla, vojvoda Slavonije ∞ Kunigunda Brandenburška | Béla, vojvoda Slavonije ∞ Kunigunda Brandenburška | Béla, vojvoda Slavonije ∞ Kunigunda Brandenburška | Béla, vojvoda Slavonije ∞ Kunigunda Brandenburška | Béla, vojvoda Slavonije ∞ Kunigunda Brandenburška |                                                        |                                                        |                                                        |                                                        |                                                        |                                                        |  |  |                                                 |                                                 |                                                 |                                                 |                                                 |                                                 |  |  |  |  |  |  |  |  |  |  |  |  |  |  |  |  |  |  |  |  |  |  |  |  |  |  |  |  |  |  |  |  |  |  |  |  |  |  |  |  |

## Zapuščina
Med svojo  več kot tri desetletja trajajočo vladavino je reorganiziral vlado, ponovno vzpostavil vladavino prava, ponovno naselil opustošeno podeželje, spodbujal rast mest, zgradil novo prestolnico Budim in oživil trgovanje v državi.  Za  oživitev države po vpadu Mongolov je po smrti dobil epitet »drugi ustanovitelj države«. V Veliki kroniki je opisan kot »miroljuben mož, nespreten v vodenju vojske in bitk«.
Na njegoven grobu je napis:
Aspice rem caram: tres cingunt Virginis aram: Rex, Dux, Regina, quibus adsint Gaudia Trina Dum licuit, tua dum viguit rex Bela, potestas, Fraus latuit, pax firma fuit, regnavit honestas

### Primarni viri
- Master Roger's Epistle to the Sorrowful Lament upon the Destruction of the Kingdom of Hungary by the Tatars (prevod in priredba János M. Bak and Martyn Rady) (2010). V Rady, Martyn; Veszprémy, László; Bak, János M. (2010). Anonymus and Master Roger. CEU Press. ISBN 978-963-9776-95-1.
- The Galician-Volynian Chronicle (prevod George A. Perfecky) (1973). Wilhelm Fink Verlag.
- The Hungarian Illuminated Chronicle: Chronica de Gestis Hungarorum (Uredil  Dezső Dercsényi) (1970). Corvina, Taplinger Publishing. ISBN 0-8008-4015-1.
- The Laws of the Medieval Kingdom of Hungary, 1000–1301 (Prevedel in uredil  János M. Bak, György Bónis, James Ross Sweeney with an essay on previous editions by Andor Czizmadia, Second revised edition, In collaboration with Leslie S. Domonkos) (1999). Charles Schlacks, Jr. Publishers. pp. 1–11. ISBN 1-884445-29-2.

### Sekundarni viri
- Almási, Tibor (1994). »IV. Béla; Gertrúd«.  V Kristó, Gyula; Engel, Pál; Makk, Ferenc (ur.). Korai magyar történeti lexikon (9–14. század) [Encyclopedia of the Early Hungarian History (9th–14th centuries)] (v madžarščini). Akadémiai Kiadó. str. 92–93, 234. ISBN 963-05-6722-9.
- Bárány, Attila (2012). »The Expansion of the Kingdom of Hungary in the Middle Ages (1000–1490)«.  V Berend, Nóra (ur.). The Expansion of Central Europe in the Middle Ages. Ashgate Variorum. str. 333–380. ISBN 978-1-4094-2245-7.
- Bartl, Július; Čičaj, Viliam; Kohútova, Mária; Letz, Róbert; Segeš, Vladimír; Škvarna, Dušan (2002). Slovak History: Chronology & Lexicon. Bolchazy-Carducci Publishers, Slovenské Pedegogické Nakladatel'stvo. ISBN 0-86516-444-4.
- Cartledge, Bryan (2011). The Will to Survive: A History of Hungary. C. Hurst & Co. ISBN 978-1-84904-112-6.
- Chambers, James (1979). The Devil's Horsemen: The Mongol Invasion of Europe. Atheneum. ISBN 978-0-7858-1567-9.
- Curta, Florin (2006). Southeastern Europe in the Middle Ages, 500–1250. Cambridge University Press. ISBN 978-0-521-89452-4.
- Engel, Pál (2001). The Realm of St Stephen: A History of Medieval Hungary, 895–1526. I.B. Tauris Publishers. ISBN 1-86064-061-3.
- Érszegi, Géza; Solymosi, László (1981). »Az Árpádok királysága, 1000–1301 [The Monarchy of the Árpáds, 1000–1301]«.  V Solymosi, László (ur.). Magyarország történeti kronológiája, I: a kezdetektől 1526-ig [Historical Chronology of Hungary, Volume I: From the Beginning to 1526] (v madžarščini). Akadémiai Kiadó. str. 79–187. ISBN 963-05-2661-1.
- Fine, John V. A (1994). The Late Medieval Balkans: A Critical Survey from the Late Twelfth Century to the Ottoman Conquest. The University of Michigan Press. ISBN 0-472-08260-4.
- Grousset, René (1970). The Empire of the Steppes. Rutgers. ISBN 0-8135-1304-9.
- Kirschbaum, Stanislav J. (1996). A History of Slovakia: The Struggle for Survival. Palgrave Macmillan. ISBN 1-4039-6929-9.
- Klaniczay, Gábor (2002). Holy Rulers and Blessed Princes: Dynastic Cults in Medieval Central Europe. Cambridge University Press. ISBN 0-521-42018-0.
- Kontler, László (1999). Millennium in Central Europe: A History of Hungary. Atlantisz Publishing House. ISBN 963-9165-37-9.
- Kristó, Gyula; Makk, Ferenc (1996). Az Árpád-ház uralkodói [Rulers of the House of Árpád] (v madžarščini). I.P.C. Könyvek. ISBN 963-7930-97-3.
- Kristó, Gyula (2003). Háborúk és hadviselés az Árpádok korában [Wars and Tactics under the Árpáds] (v madžarščini). Szukits Könyvkiadó. ISBN 963-9441-87-2.
- Magaš, Branka (2007). Croatia Through History. SAQI. ISBN 978-0-86356-775-9.
- Makkai, László (1994a). »Transformation into a Western-type state, 1196–1301«.  V Sugar, Peter F.; Hanák, Péter; Frank, Tibor (ur.). A History of Hungary. Indiana University Press. str. 23–33. ISBN 963-7081-01-1.
- Makkai, László (1994b). »The Emergence of the Estates (1172–1526)«.  V Köpeczi, Béla; Barta, Gábor; Bóna, István; Makkai, László; Szász, Zoltán; Borus, Judit (ur.). History of Transylvania. Akadémiai Kiadó. str. 178–243. ISBN 963-05-6703-2.
- Molnár, Miklós (2001). A Concise History of Hungary. Cambridge University Press. ISBN 978-0-521-66736-4.
- Runciman, Steven (1989). A History of the Crusades, Volume II: The Kingdom of Jerusalem and the Frankish East 1100–1187. Cambridge University Press. ISBN 0-521-06162-8.
- Sălăgean, Tudor (2005). »Regnum Transilvanum. The assertion of the Congregational Regime«.  V Pop, Ioan-Aurel; Nägler, Thomas (ur.). The History of Transylvania, Vol. I. (Until 1541). Romanian Cultural Institute (Center for Transylvanian Studies). str. 233–246. ISBN 973-7784-00-6.
- Tanner, Marcus (2010). Croatia: A Nation Forged in War. Yale University Press. ISBN 978-0-300-16394-0.
- Žemlička, Josef (2011). »The Realm of Přemysl Ottokar II and Wenceslas II«.  V Pánek, Jaroslav; Tůma, Oldřich (ur.). A History of the Czech Lands. Charles University in Prague. str. 106–116. ISBN 978-80-246-1645-2.
- Zsoldos, Attila (2007). Családi ügy: IV. Béla és István ifjabb király viszálya az 1260-as években [A family affair: The Conflict between Béla IV and King-junior Stephen in the 1260s] (v madžarščini). História, MTA Történettudományi Intézete. ISBN 978-963-9627-15-4.

| Béla IV. Ogrski ÁrpádovciRojen: 29. november 1206 Umrl: 3. maj 1270 |                                   |                                             |
| Vladarski nazivi                                                    |                                   |                                             |
| NezasedenoZadnji nosilec nazivaAndrej II.                           | Vojvoda Slavonije 1220–1226       | Naslednik: Koloman Galicijski               |
| Nova podelitev                                                      | Vojvoda Transilvanije 1226–1235   | NezasedenoNaslednji nosilec nazivaŠtefan V. |
| Predhodnik: Andrej II.                                              | Kralj Ogrske in Hrvaške 1235–1270 | Naslednik: Štefan V.                        |
| Predhodnik: Otokar II. kot nasprotujoči zahtevnik                   | Vojvoda Štajerske 1254–1258       | Naslednik: Štefan V.                        |